# John Dudley, II conte di Warwick
John Dudley II conte di Warwick (1527 circa – Kent, 21 ottobre 1554) figlio di John Dudley, I duca di Northumberland e principale consigliere del giovane Edoardo VI d'Inghilterra. Alla morte di questi si schierò con il padre per combattere Maria I d'Inghilterra ed insediare sul trono la cognata Jane Grey.

## Verso il vertice della corte
John Dudley nacque da John Dudley, I duca di Northumberland e da Jane Dudley, duchessa di Northumberland, figlia di Edward Guildford (1474 circa-1534). John fu il terzo di tredici fratelli e quando nacque attorno al 1528 suo padre era appena un giovane cavaliere su cui incombeva l'ombra del padre Edmund Dudley (fra il 1461 ed il 1472-17 agosto 1510) processato con l'accusa di aver tradito la corona intascando illegalmente delle forti somme e per questo condannato a morte. Questo però non sembrò fermare la carriera di John Dudley che diventò nel 1537 Lord dell'Ammiragliato (Regno Unito) o di ricevere dalla madre Elizabeth Grey, Viscontessa di Lisle il titolo di Visconte di Lisle nel 1542.
John Dudley e la moglie Jane, come si evince dalle loro lettere, dovevano essere una coppia felice che si muoveva all'interno dei circoli della Riforma protestante fin dall'inizio del decennio del 1530 e che educarono i loro figli secondo i principi dell'Umanesimo con istitutori come Roger Ascham, John Dee e Thomas Wilson (1524-1581). Di tutti i fratelli John sembrò essere quello con le maggiori attitudini per gli studi e sono diverse le opere a lui dedicate come il Cantarbrigienses di Walter Haddon. John stesso aveva una nutrita biblioteca di testi in francese e italiano oltre a grammatiche greche e latine.
Quando nel 1544 suo fratello Henry morì durante l'assedio a Boulogne John divenne l'erede del padre, il secondogenito era morto nell'infanzia, e quando Edoardo VI d'Inghilterra fu incoronato nel 1547 fu creato cavaliere dell'Ordine del Bagno. Il nuovo re non portò meno onori del precedente, sia lui che suo padre facevano parte del Consiglio privato e mentre suo padre fu creato conte di Warwick a John venne ceduto quello di Visconte di Lisle. Sia John che i fratelli minori Ambrose Dudley, III conte di Warwick e Robert Dudley, I conte di Leicester erano molto presenti nella vita di corte con feste e giostre. Il 3 giugno 1550 John sposò Anne Seymour (1538-1588), figlia maggiore di Edward Seymour, I duca di Somerset ex Lord Protettore di Edoardo. La cerimonia si tenne, alla presenza del giovane re, presso il Palace of Placentia e secondo le cronache il sovrano si divertì molto a vedere le finte battaglie ed i Masque (genere teatrale) ed anche il banchetto fu all'altezza dell'occasione. Questo matrimonio, con John sui ventidue anni ed Anne di dieci più giovane, avrebbe dovuto essere il simbolo della pace fra i due padri che erano politicamente rivali, ma questo nuovo status non durò a lungo. La nuova guerra fra John Dudley ed Edward Seymour si concluse con la morte di quest'ultimo, il primo convinse infatti il re del tradimento del Lord Protettore ed il sovrano lo condannò a morte facendolo giustiziare il 22 gennaio 1552. Da quel momento i Dudley governarono fino alla loro morte poco più di un anno dopo.
Nel 1551 Edoardo aveva donato a John Dudley il titolo di Duca di Northumberland e John era quindi divenuto conte di Warwick e nel gennaio del 1553 fu chiamato in Parlamento perché presenziasse nella Camera dei Lord, tuttavia non appare chiaro se gli altri Lords lo lasciarono mai davvero partecipare ai loro dibattiti. Nell'aprile del 1552 John fu nominato Master of Horse un posto di rilievo all'interno della gerarchiare della casa reale che di solito veniva riservato a uomini di maggiore esperienza. Sempre nello stesso periodo ci fu un altro onore, quello di investitura dell'Ordine della Giarrettiera.
Nel febbraio del 1553 la principessa Maria I d'Inghilterra visitò Londra e venne accolta da John, da suo padre e da altri nobili con grande riguardo, quasi come una regina, come riportarono le cronache.
John, nonostante i titoli e gli onori, era ancora privo di un'entrata propria, cosa che lo aveva già messo in difficoltà nel 1551 e nel marzo del 1553 ricevette la custodia del suo giovane cognato Edward Seymour, I conte di Hertford (22 maggio 1539-6 aprile 1621).

## Negli abissi della Torre di Londra
Nel gennaio del 1553 Edoardo VI cadde malato ed entro giugno fu chiaro che non si sarebbe ripreso. Già da un anno l'ambasciatore spagnolo si era convinto che John Dudley stesse meditando di prendere la corona per sé e cercando indizi in questo senso gli arrivò la voce che intendesse far divorziare John per farlo sposare ad Elisabetta I d'Inghilterra allora ventenne. Intanto però il figlio di John, Guilford Dudley, aveva sposato la giovane Jane Grey e l'importanza di questo matrimonio sfuggì all'ambasciatore spagnolo. Secondo il testamento del defunto Edoardo, a lui non sarebbero dovute succedere nessuna delle due sorelle e John Dudley era uno dei tanti nobili firmatari del testamento che ora miravano a portare Jane Grey al trono. La scelta di Jane Grey come moglie per il giovane Guildford non era stata casuale, la ragazza era infatti la figlia di Frances Brandon, a sua volta figlia di Maria Tudor, sorella del defunto Enrico VIII d'Inghilterra. Jane Grey salì quindi al trono il 10 luglio.
Intanto la principessa Maria non rimase certo a guardare e quando radunò un esercito John e suo padre fecero altrettanto. I due passarono una settimana inattiva presso Cambridge ed il 20 luglio seppero che il Consiglio aveva scelto Maria come regina, fu dunque John Dudley, in ottemperanza formale ai propri doveri a proclamarla sovrana dalla piazza del mercato di Cambridge.
Quando John e suo padre erano arrivati in città l'accoglienza che gli era stata riservata, ma ora con Jane Grey tratta in arresto divennero d'un tratto desiderosi di compiacere la nuova regina ed i due vennero arrestati. Al contrario del padre John cercò di resistere all'arresto, al mattino seguente chiese di poter fare una cavalcata e ne approfittò per scappare, la sua fuga però fu breve perché venne quasi subito ricatturato. Quando John ed il padre arrivarono a Londra cavalcando fianco a fianco i loro carcerieri dovettero proteggerli dalla popolazione ostile.
In breve tutti gli uomini Dudley vennero arrestati, il 18 giugno John, suo padre e William Parr, I marchese di Northampton (14 agosto 1513-28 ottobre 1571) vennero processati dentro il Palazzo di Westminster il 18 agosto.
A differenza di tutti gli altri John si dichiarò colpevole ed accettò la sentenza di morte che doveva essere eseguita il 21, quel giorno però la sentenza venne cancellata e John fu trattenuto in carcere.
Suo padre il giorno 21 andò alla Chiesa di San Pietro ad Vincula dove prese la Comunione, poiché Maria aveva ripristinato il cattolicesimo, sconfessando la sua fede protestante, quest'azione, di grande peso politico visto il cambio di religione appena effettuato non gli portò nulla ed, in assenza del perdono reale, venne giustiziato il giorno seguente.
Poco prima della morte di suo padre anche John andò nella stessa cappella per ricevere il medesimo Sacramento, tornando poco dopo alla propria cella.
Dalla metà di settembre a John fu permesso di avere visite dalla moglie. Nel 1554 la ribellione di Thomas Wyatt (1521-11 aprile 1554), portò alla decapitazione di Jane Grey e del marito Guildford, mentre John insieme ai fratelli Robert ed Ambrose rimase agli arresti, in quel periodo John incise sul muro il proprio nome, scritta ancora visibile e fu loro permesso di camminare un poco all'aria aperta.
Intanto all'esterno Jane, la madre di John, era molto impegnata insieme al cognato Henry Sidney (1529-5 maggio 1586) a stringere relazioni con il nuovo re consorte, Filippo II di Spagna. In ottobre John insieme ai due fratelli venne rilasciato, tuttavia la prigionia gli aveva minato la salute ed egli morì il 21 dello stesso mese nella casa di Sidney nel Kent a circa ventisette anni.